# Lokata dynamiczna
Lokata dynamiczna – rodzaj lokaty bankowej (formy terminowego depozytu bankowego), z której klient może się wycofać przed końcem okresu trwania tej umowy bez niebezpieczeństwa utraty odsetek (przy wcześniejszym zerwaniu lokaty odsetki są naliczane proporcjonalnie do okresu przechowywania pieniędzy na lokacie). Oprocentowanie lokaty dynamicznej zazwyczaj wzrasta wraz z kolejnym okresem trwania lokaty (lokata ta często nazywana jest też lokatą progresywną).